# Trichoglossus flavoviridis
Il lorichetto giallo e verde (Trichoglossus flavoviridis (Wallace, 1863) è un uccello della famiglia Psittaculidae, endemico dell'Indonesia.
I suoi habitat naturali sono le foreste umide di pianura subtropicali o tropicali e le umide regioni oltre il limite degli alberi subtropicali o tropicali.